# Oxychilus scoliura
Oxychilus scoliura is een slakkensoort uit de familie van de Oxychilidae. De wetenschappelijke naam van de soort is voor het eerst geldig gepubliceerd in 1989 door Frias Martins.